# John Greene (jogador de futebol americano)

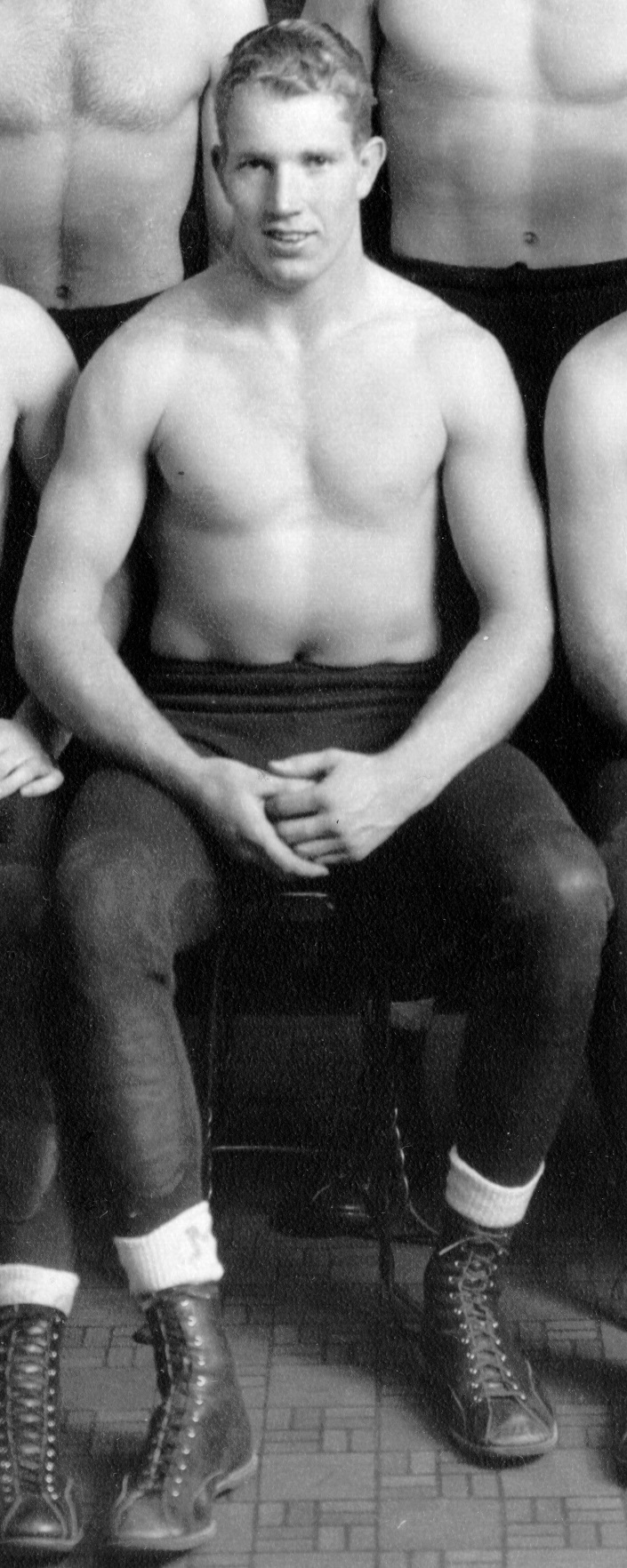
Imagem do ex-jogador de futebol americano estadunidense John Greene.

John Greene  (Pittsburgh, Pensilvânia, 21 de abril de 1920 - 4 de novembro de 2010) foi um jogador de futebol americano estadunidense que atuava como wide receiver e jogou sete temporadas na NFL (1944-1950).